# 禹州站
禹州站位于中华人民共和国河南省许昌市禹州市，是郑渝高速铁路的一座车站，2019年12月1日正式启用。

## 车站结构
禹州站规模为2台6线，设正线2条，到发线4条，岛式站台2座，共4个站台面。站房建筑面积14998平方米，位于站场西侧。旅客进出站形式为上进下出，设有一条进站天桥和一座出站地道连接站房及站台。

### 站场布局
| 西↑ |      |                                      |  |
| 6道 | 1    | 郑渝高速铁路往郑州东方向（长葛北）   |  |
|     | 岛式 |                                      |  |
| 4道 | 2    | 郑渝高速铁路往郑州东方向（长葛北）   |  |
| 2道 |      | 郑渝高速铁路上行正线（往郑州东方向） |  |
| 1道 |      | 郑渝高速铁路下行正线（往重庆北方向） |  |
| 3道 | 3    | 郑渝高速铁路往重庆北方向（郏县）     |  |
|     | 岛式 |                                      |  |
| 5道 | 4    | 郑渝高速铁路往重庆北方向（郏县）     |  |
| 东↓ |      |                                      |  |

## 旅客列车目的地
截至2021年5月，禹州站每日停靠23列旅客列车，均为过路车。停靠列车目的地如下表所示：
| 列车所属路局 | 目的地                               |
| ------------ | ------------------------------------ |
| 济南局集团   | 烟台                                 |
| 武汉局集团   | 北京西、十堰东                       |
| 郑州局集团   | 长治东、邓州东、汉口、南阳东、郑州东 |